# Bernhard Cuiper
Bernhard Cuiper (Francoforte sul Meno, 8 ottobre 1913 – Kelheim, 29 aprile 1999) è stato un cestista tedesco.

## Carriera
Con la Germania ha disputato due partite alle Olimpiadi del 1936.